# Гуаньяйнс
Гуаньяйнс (порт. Guanhães) — муниципалитет в Бразилии, входит в штат Минас-Жерайс. Составная часть мезорегиона Вали-ду-Риу-Доси. Входит в экономико-статистический микрорегион Гуаньяйнс. Население составляет 29 790 человек на 2006 год. Занимает площадь 1076,036 км². Плотность населения — 27,7 чел./км².
Праздник города — 25 октября.

## История
Город основан 13 сентября 1881 года. 

## Статистика
- Валовой внутренний продукт на 2003 год составляет 115 300 126,00 реалов (данные: Бразильский институт географии и статистики).
- Валовой внутренний продукт на душу населения на 2003 год составляет 3991,01 реалов (данные: Бразильский институт географии и статистики).
- Индекс развития человеческого потенциала на 2000 год составляет 0,719 (данные: Программа развития ООН).